# Furner’s Green
Furner's Green – osada w Anglii, w hrabstwie East Sussex, w dystrykcie Wealden. Leży 55 km na południe od Londynu.